# Bobota (ort)
Bobota (serbiska: Бобота) är en ort i Kroatien.   Den ligger i länet Srijem, i den östra delen av landet, 230 km öster om huvudstaden Zagreb. Bobota ligger 84 meter över havet och antalet invånare är 1 659.
Terrängen runt Bobota är mycket platt. Runt Bobota är det ganska tätbefolkat, med 166 invånare per kvadratkilometer. Närmaste större samhälle är Osijek, 19,1 km nordväst om Bobota. Trakten runt Bobota består till största delen av jordbruksmark.